# Pinheira
Pinheira est une localité de Sao Tomé-et-Principe située à l'est de l'île de São Tomé, dans le district de Cantagalo. C'est une ancienne roça.

## Climat
Pinheira est dotée d'un climat tropical de type As selon la classification de Köppen. Les précipitations y sont plus importantes en hiver qu'en été. La moyenne annuelle de température est de 24,5 °C et celle des précipitations de 1 458 mm.

## Population
Lors du recensement de 2012, 431 habitants y ont été dénombrés.

## Roça
Au début du 20e siècle, elle appartenait à la société D. Aurora de Macedo Lda, administrée par l'homme de lettres Delfim Guimarães (pt) (1872-1933).
De type roça-avenida – organisée de part et d'autre d'un axe central –, elle est dotée d'une architecture assez originale, en particulier d'un clocher-tour.